# Gabriel Alonso de Herrera
Gabriel Alonso de Herrera (Talavera de la Reina 1470–1539) va ser un agrònom espanyol conegut especialment per la seu llibre Obra de Agricultura publicat el 1513 sota el patronatge del Cardenal Cisneros de qui era capellà. És germà de l'humanista Hernando Alonso de Herrera.

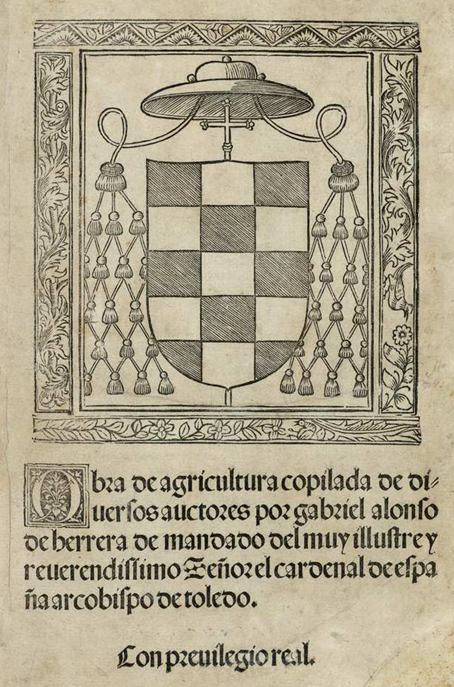
Frontispici de "Obra de Agricultura copilada de diuersos auctores". Alcalá de Henares: Arnao Guillén de Brocar; 1513

El seu llibre contenia les ensenyances dels autors clàssics i va ser usat com a llibre de referència fins a principi del segle xx. També conté informacions sobre veterinària, meteorologia i influència de l'alimentació en la salut.

## Obra
- Gabriel Alonso de Herrera; Juan Estevan Arellano (compilador); Bryan Romero (il·lustracions). Ancient Agriculture: Roots and Application of Sustainable Farming.  Layton, Utah: Gibbs Smith, 2006. ISBN 978-1-4236-0120-3.